# 灯台兔儿风
灯台兔儿风（学名：Ainsliaea macroclinidioides）是菊科兔儿风属的植物。分布于台湾岛以及中国大陆的广西、广东、江西、浙江、湖北、福建、湖南、安徽等地，生长于海拔500米至1,010米的地区，多生在河谷林下、山坡和湿润草丛中。

## 异名
- Ainsliaea macroclinidioides Hayata var. secundiflora (Hayata) Kitamura